# De Dion-Bouton 8 CV

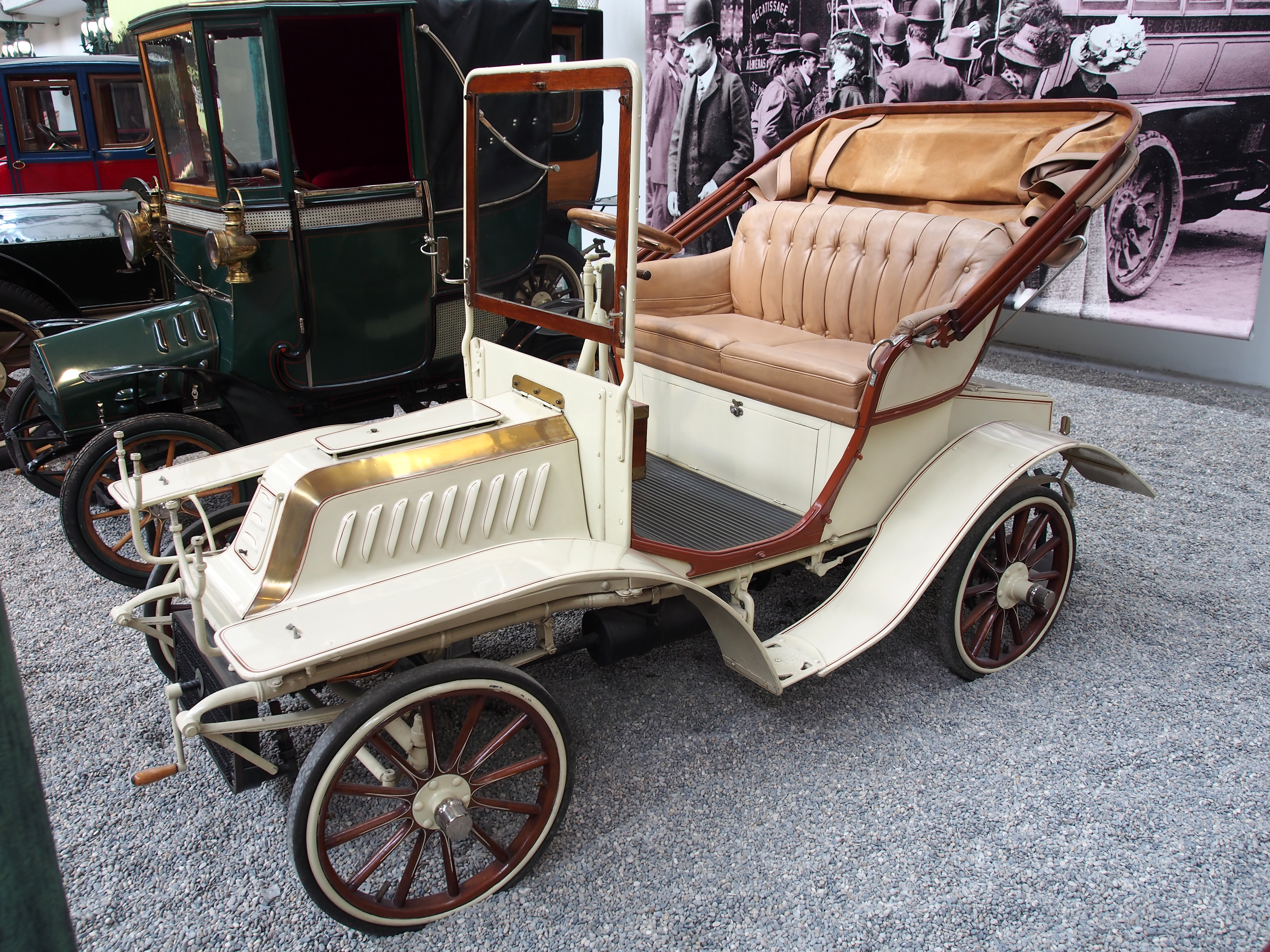
De Dion-Bouton Type H

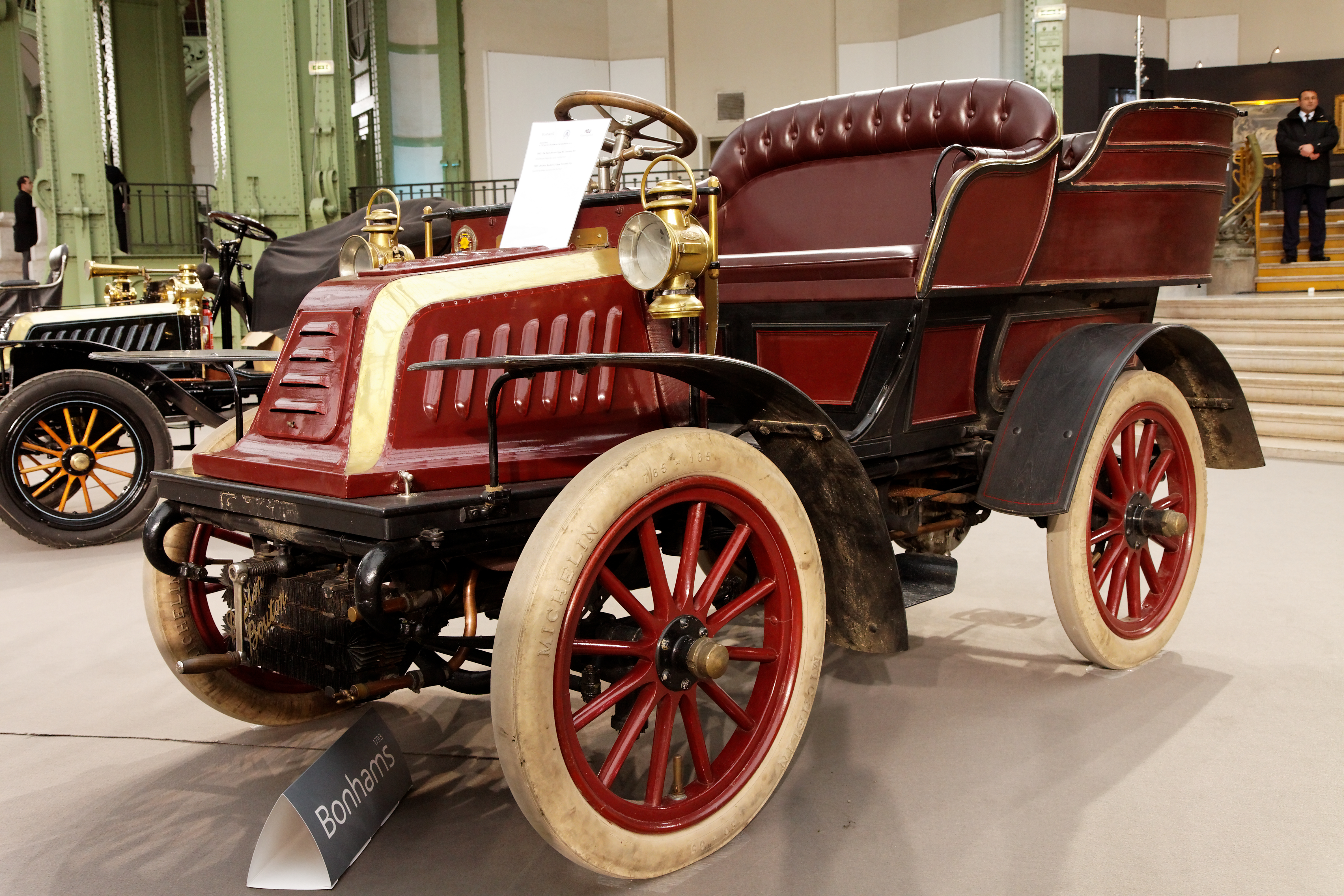
De Dion-Bouton Type K

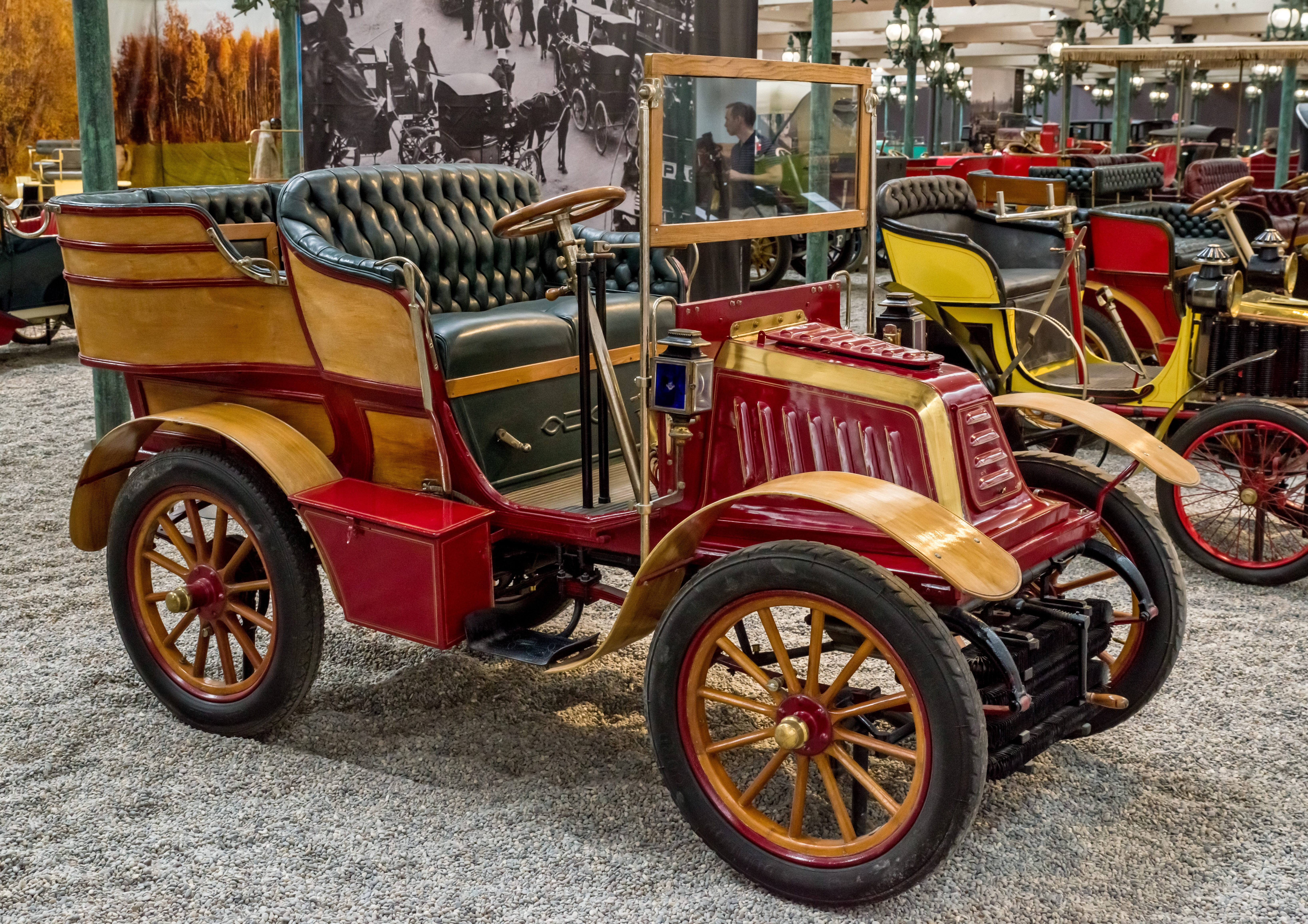
De Dion-Bouton Type O

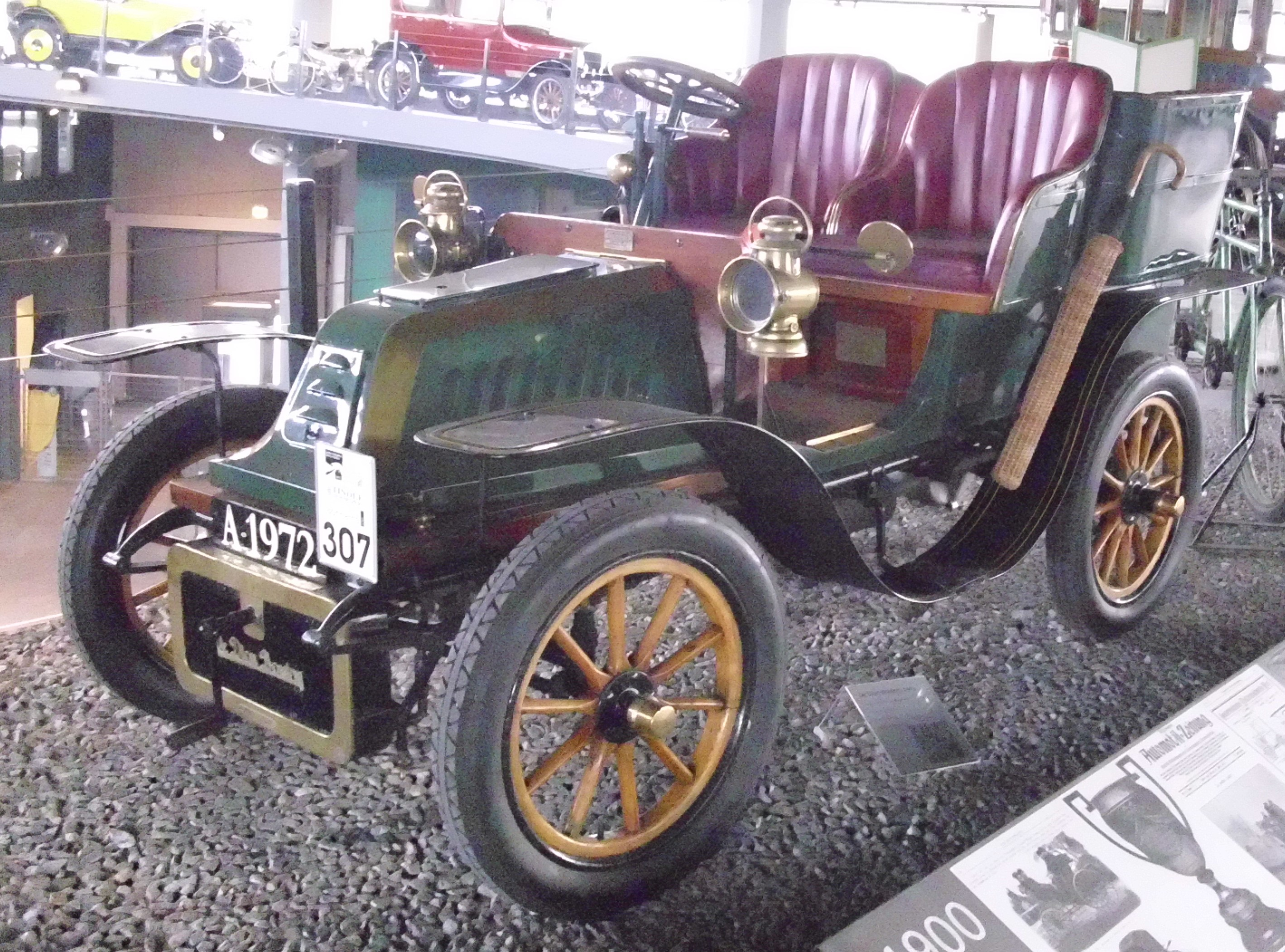
De Dion-Bouton Type R

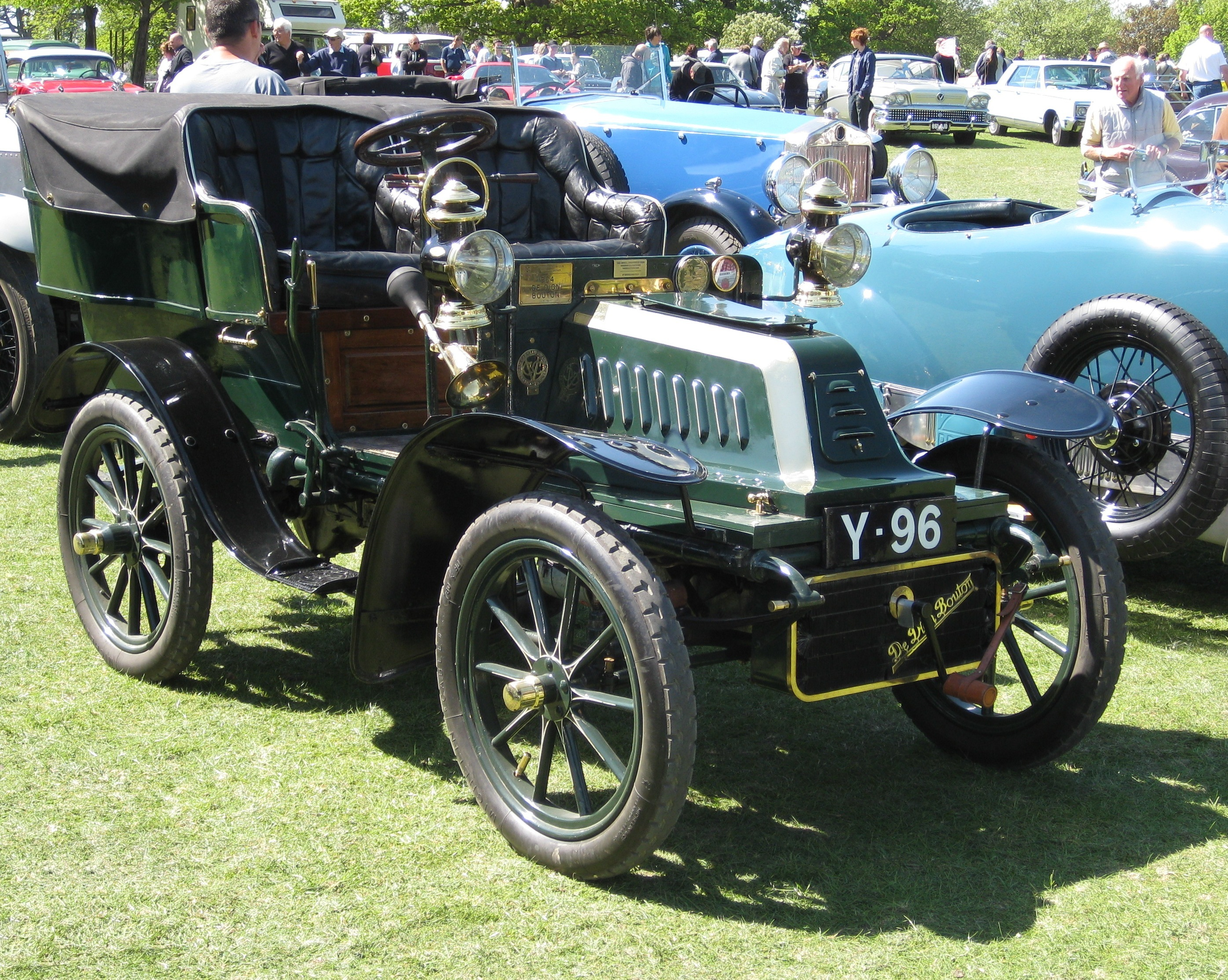
De Dion-Bouton Type V

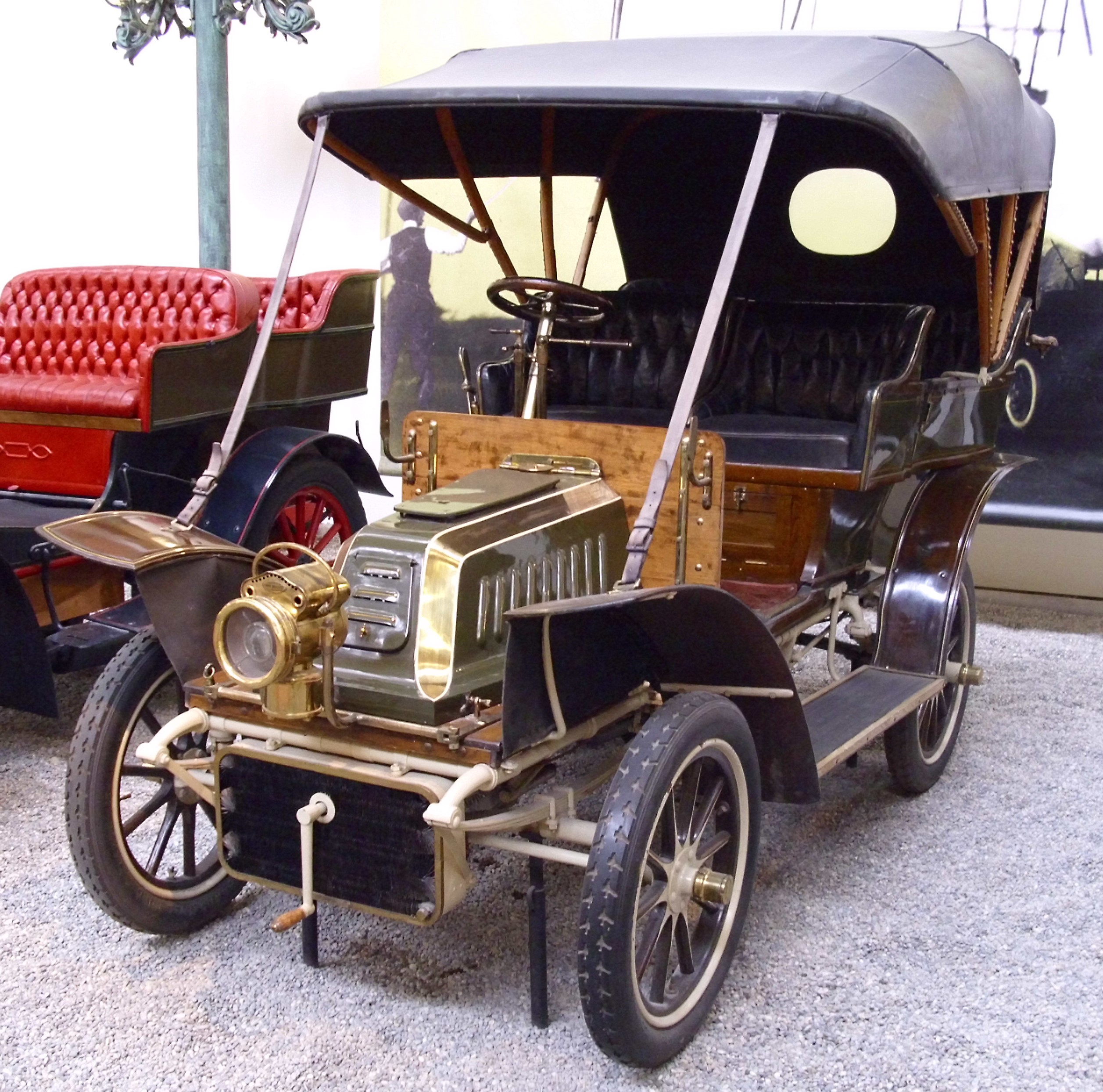
De Dion-Bouton Type AL

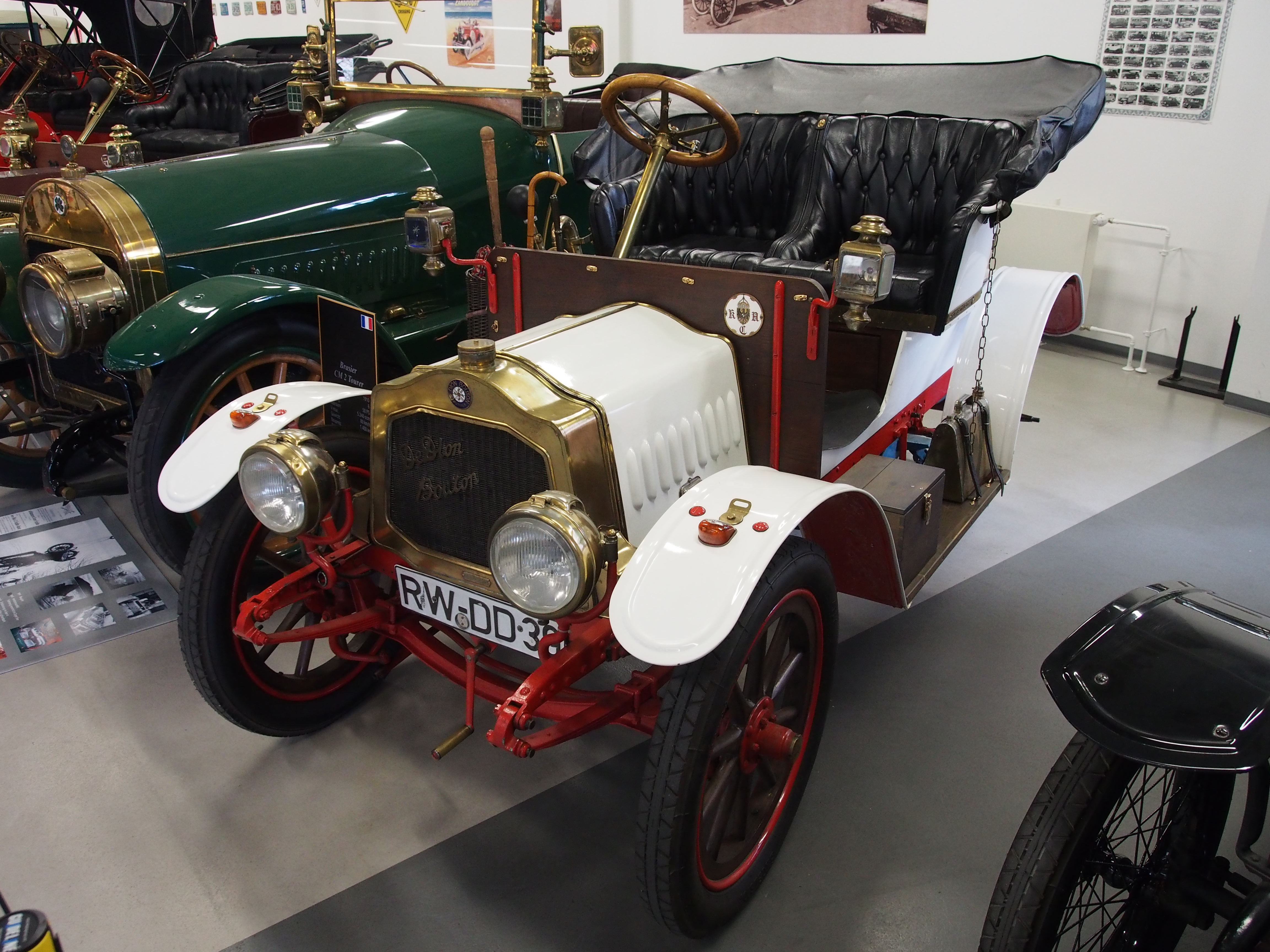
De Dion-Bouton Type BG

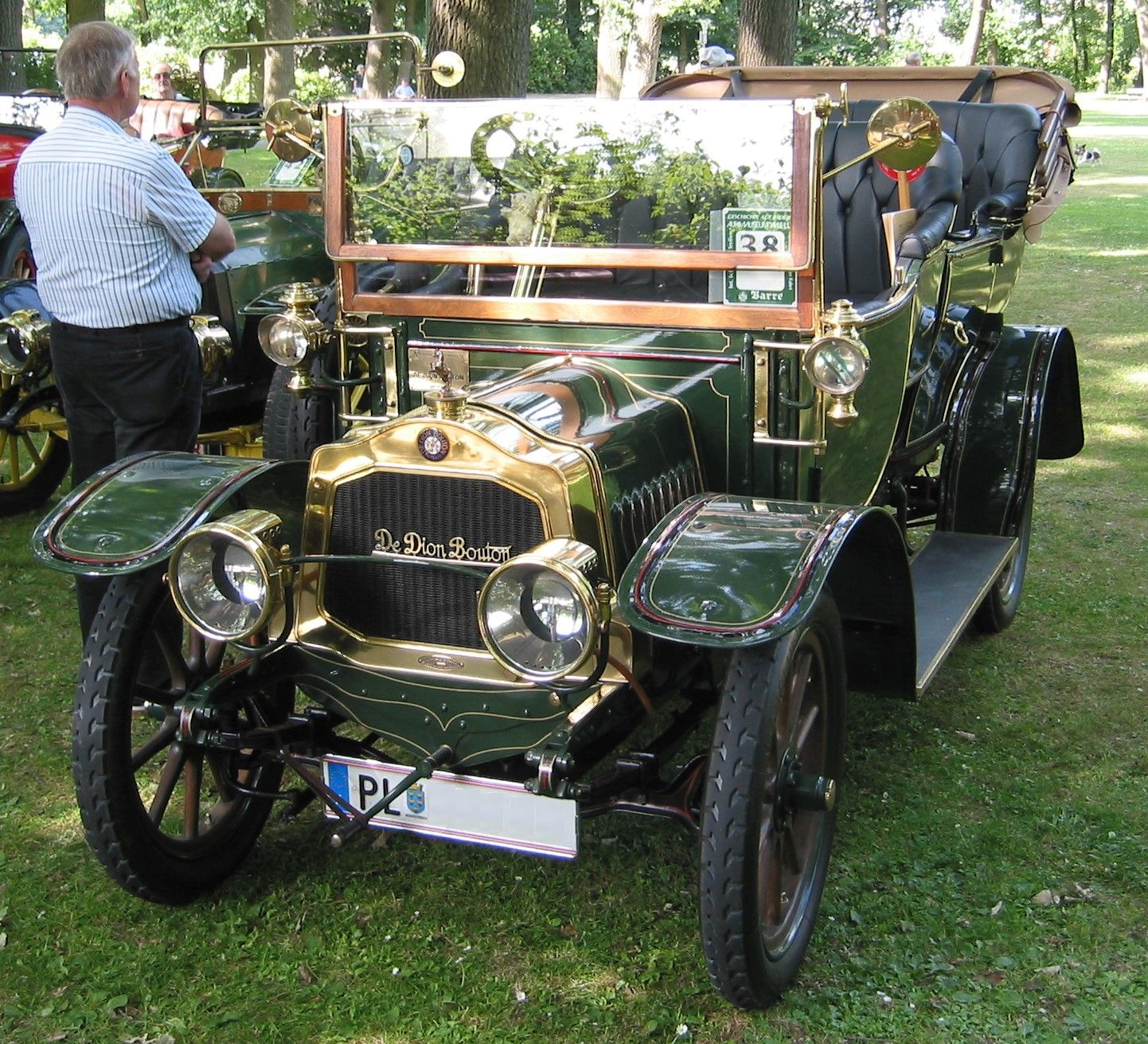
De Dion-Bouton Type CD

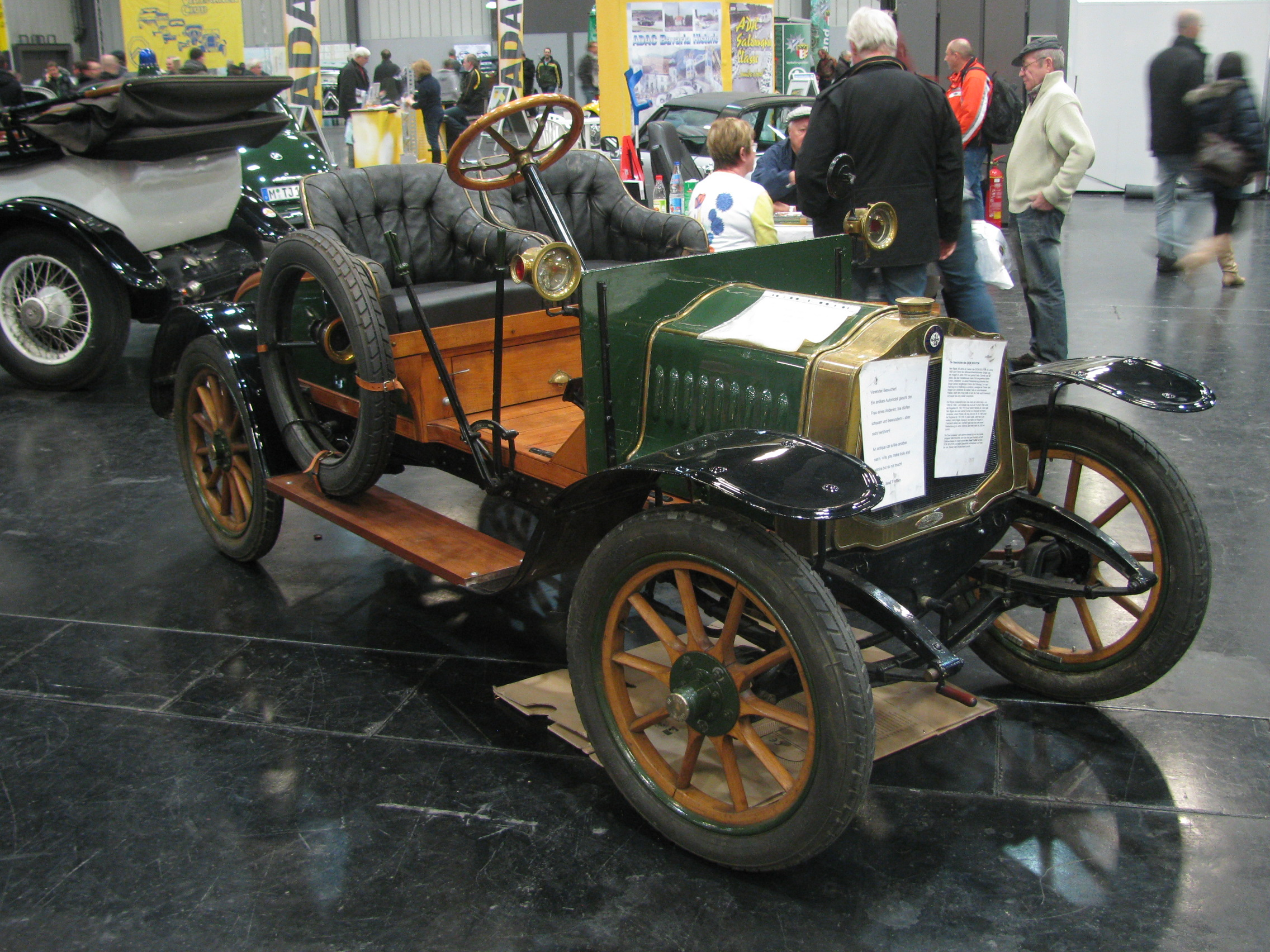
De Dion-Bouton Type CP

Der De Dion-Bouton 8 CV war eine Pkw-Modellreihe des französischen Automobilherstellers De Dion-Bouton aus der Zeit vor dem Zweiten Weltkrieg. Dabei stand das CV für die Steuer-PS. Zu dieser Modellreihe gehörten:
- De Dion-Bouton Type H (1901)
- De Dion-Bouton Type K (1902)
- De Dion-Bouton Type O (1902–1903)
- De Dion-Bouton Type R (1903)
- De Dion-Bouton Type V (1903–1904)
- De Dion-Bouton Type Z (1904–1905)
- De Dion-Bouton Type AL (1905–1910)
- De Dion-Bouton Type AU (1906–1907)
- De Dion-Bouton Type BG (1907–1908)
- De Dion-Bouton Type BN (1908–1909)
- De Dion-Bouton Type CD (1909–1910)
- De Dion-Bouton Type CP (1910–1911)
- De Dion-Bouton Type CQ (1910–1911)
- De Dion-Bouton Type DG (1911–1912)
- De Dion-Bouton Type DW 4 (1912–1913)
- De Dion-Bouton Type JP (1925–1927)